# أشرف الشافعي
أشرف الشافعي ( 5 يونيو 1967 -) هو شاعر مصري.

## حياته ونشأته
أشرف محمد محمود الشافعي من مواليد مدينة الإسكندرية ولد في 5 يونيو 1967، شاعر عامية، بدا كتابة الشعر عام 1984 في الجامعة ونشرت معظم أعماله بالدوريات الثقافية المصرية له ديوانين تحت الطبع بعنوان (مافيهاش كوابيس) و (سيرة عملة) يعمل بالسعودية، وعضو النقابة العامة للصحافة والاعلام بمصر من 2005.

## أصداراته[3]
له العديد من الاغنيات لمجموعة من المصرية وتنشر قصائده بشكل دوري في موقع جريدة اليوم السابع.
1- ديوان مافيهاش كوابيس
ديوان شعر عامية دار الكتب في 2008
2- ديوان مسافات مقطوعة
ديوان شعر عامية عن سلسة حروف من الهيئة العامة لقصور الثقافة المصرية في 2013.
3- ديوان لسه جوه البيت افاعى
عن مركز عماد قطري ودار الجندي للنشر 2014
وله تحت الطبع:
1- رباعيات.
2- تار بايت.